# Santa María Yaveo
Santa María Yaveo är en ort i Mexiko.   Den ligger i kommunen Santiago Yaveo och delstaten Oaxaca, i den sydöstra delen av landet, 400 km sydost om huvudstaden Mexico City. Santa María Yaveo ligger 121 meter över havet och antalet invånare är 330.
Terrängen runt Santa María Yaveo är platt. Runt Santa María Yaveo är det mycket glesbefolkat, med 5 invånare per kvadratkilometer. Närmaste större samhälle är Santa María Puxmetacán, 19,7 km söder om Santa María Yaveo. I omgivningarna runt Santa María Yaveo växer i huvudsak städsegrön lövskog.